# Cigarettes & Alcohol
"Cigarettes & Alcohol" é uma canção da banda de rock britância Oasis. É a oitava faixa, quarto e último single do álbum de estreia Definitely Maybe, sendo lançado como single em 10 de outubro de 1994.
Foi o segundo single a entrar no "Top 10" das paradas do Reino Unido, alcançando a posição de número sete (três posições a frente de "Live Forever") tornando-se um tema clássico, e desde então tem sido parte do repertório de todas as turnês da banda. Mais tarde, depois de 35 semanas no "Top 10", entrou para o "Top 75", permanecendo em várias ocasiões, até 1997. Noel afirma que, quando eles lançaram "Cigarettes & Alcohol", ele percebeu o quão grande eles estavam se tornando.
| “ | "Esse foi o momento em que percebemos que devíamos apertar os cintos, que as coisas ficariam um pouco loucas dali em diante." | ” |

## Faixas[5]
| N.º | Título                   | Duração |  |
| 1.  | "Cigarettes & Alcohol"   | 4:50    |  |
| 2.  | "I Am the Walrus" (Live) | 6:30    |  |
| 3.  | "Listen Up"              | 6:27    |  |
| 4.  | "Fade Away"              | 4:20    |  |

## Paradas e posições
| País/Parada (1994)               | Melhor posição |
| -------------------------------- | -------------- |
| Europa (Eurochart Hot 100)       | 30             |
| Irlanda (IRMA)                   | 15             |
| Escócia (Scottish Singles Chart) | 5              |
| Reino Unido (UK Singles Chart)   | 7              |